# Królewski
Królewski – potok, lewy dopływ Raby o długości 16,7 km.
Potok płynie zabagnioną dolinką na Pogórzu Wielickim w województwie małopolskim. Jego źródła znajdują się na wschód od wsi Biskupice, kilka małych cieków łączy się w jeden większy przed wsią Trąbki. Przepływa przez Biskupice, Trąbki, Zabłocie, Zborówek, Wiatowice, Liplas, Niegowić, Niewiarów i Pierzchów, gdzie uchodzi do Raby.
W okolicach Niegowici wody Królewskiego zasilają stawy hodowlane. Jest największym ciekiem gminy Biskupice.